# Roberto Braga
Roberto Braga (ur. 7 sierpnia 1984 w Piove di Sacco) – włoski siatkarz występujący obecnie we włoskiej Serie A, w drużynie RPA Perugia. Gra na pozycji środkowego bloku. Mierzy 204 cm.

## Kariera klubowa
- 2002–2003 Sisley Treviso
- 2003–2004 Marmi Lanza Werona
- 2004–2005 Adriavolley Triest
- 2005–2006 Sira Cucine Ancona
- 2006- RPA Perugia